# گابریل بوردی
گابریل بوردی (انگلیسی: Gabriel Bordi؛ زادهٔ ۵ ژوئیهٔ ۱۹۷۵) بازیکن فوتبال اهل آرژانتین است.
از باشگاه‌هایی که در آن بازی کرده‌است می‌توان به باشگاه ورزشی براگا، گرانادا، ناپولی، و دفنسور اشاره کرد.